# Aéroport international Grantley-Adams
Pour les articles homonymes, voir BGI.
L’aéroport international Grantley-Adams (GAIA, Grantley Adams International Airport), (code IATA : BGI • code OACI : TBPB) est le principal aéroport de la Barbade, situé à Seawell sur la paroisse de Christ Church. Il doit son nom à Grantley Adams, un homme politique barbadien. Bien qu'il en soit éloigné, il est considéré comme l'aéroport de Bridgetown, la capitale de l'île.
Un exemplaire du Concorde, le no 212 (G-BOAE), y est exposé.

## Situation
| Grantley-Adams Bridgetown |

## Statistiques
Pour des raisons techniques, il est temporairement impossible d'afficher le graphique qui aurait dû être présenté ici.

Voir la requête brute et les sources sur Wikidata.

## Compagnies et destinations
| Compagnies          | Destinations |
| ------------------- | --- |
| Aer Lingus          | En saison : Manchester |
| Air Antilles        | Martinique A. Césaire |
| Air Canada Rouge    | Toronto (Pearson) En saison : Montréal (P.-E.-Trudeau) |
| American Airlines   | Charlotte-Douglas, Miami |
| British Airways     | Londres-Gatwick |
| Caribbean Airlines  | Kingston-N. Manley, Port-d'Espagne - Piarco |
| Condor              | Francfort En saison : Munich-F. J. Strauß |
| Copa Airlines       | Panama-Tocumen |
| Eurowings           | En saison : Francfort En saison Charter : Düsseldorf, Munich-F. J. Strauß |
| JetBlue             | Boston Logan, Newark-Liberty, New York-John F. Kennedy |
| LIAT                | Saint John's-V. C. Bird, Dominique - Douglas-Charles, Martinique A. Césaire, Georgetown-Ogle, Saint-Georges - Maurice-Bishop, Guadeloupe - Maryse Condé, Port-d'Espagne - Piarco, Saint-Christophe-et-Niévès, Sainte-Lucie - George. F. L. Charles, Saint-Vincent-Argyle, Tortola - Terrance B. Lettsome (en) |
| TUI Airways         | En saison Charter : Birmingham, Bristol, Cardiff-Rhoose, Glasgow, Londres-Gatwick, Manchester, Newcastle |
| TUI fly Deutschland | En saison : Düsseldorf |
| Virgin Atlantic     | Manchester En saison : Londres-Heathrow |
| WestJet             | Toronto (Pearson) |

Édité le 04/02/2020